# Maksymilian (Łazarenko)
Maksymilian, imię świeckie Aleksandr Łazarenko (ur. 9 listopada 1950 we Frunze) – biskup Rosyjskiego Kościoła Prawosławnego.

## Życiorys
Po ukończeniu technikum mechanicznego w Kaliningradzie rozpoczął pracę jako technik mechanik w fabryce maszyn eksperymentalnych w tym samym mieście, na stanowisku konstruktora III kategorii. W latach 1970–1972 odbył służbę wojskową w wojskach rakietowych ZSRR, do rezerwy został skierowany jako starszy sierżant. Po odbyciu służby wstąpił na studia wyższe w Centralnym Instytucie Kultury Fizycznej w Moskwie, które cztery lata później ukończył z wyróżnieniem. Otrzymał wówczas nakaz pracy w charakterze nauczyciela wychowania fizycznego, którą po trzech latach zakończył na własne życzenie, by wstąpić do moskiewskiego seminarium duchownego, gdzie został przyjęty od razu na drugi rok.
W 1986 ukończył wyższe studia teologiczne w Moskiewskiej Akademii Duchownej. W czasie studiów był hipodiakonem patriarchy moskiewskiego i całej Rusi Pimena. Jeszcze jako student, w październiku 1984 został posłusznikiem w ławrze Troicko-Siergijewskiej i 26 grudnia tego samego roku złożył tam wieczyste śluby zakonne, przyjmując imię Maksymilian. 2 lutego 1985 został hierodiakonem, zaś 10 marca tego samego roku – hieromnichem. 4 kwietnia 1987 podniesiony do godności ihumena, zaś 26 marca 1988 nagrodzony za pracę na rzecz Rosyjskiego Kościoła Prawosławnego palicą i krzyżem z ozdobami.
22 lutego 1993 Święty Synod Rosyjskiego Kościoła Prawosławnego nominował go na biskupa wołogodzkiego i wielkoustiuskiego. W związku z tym 7 kwietnia tego roku w soborze Zwiastowania na Kremlu moskiewskim został podniesiony do godności archimandryty. 10 kwietnia w soborze Objawienia Pańskiego w Moskwie patriarcha moskiewski i całej Rusi Aleksy II udzielił mu chirotonii biskupiej. Od 2004 arcybiskup.
W 2014 został przeniesiony na katedrę piesocznieńską i juchnowską.